# Oberfinningen
Oberfinningen ist ein Ort in der Gemeinde Finningen und eine Gemarkung im schwäbischen Landkreis Dillingen an der Donau.
Die Gemeinde Finningen war zum 1. Januar 1974 aus den selbständigen Gemeinden Oberfinningen und Unterfinningen gebildet worden. Am 1. Mai 1978 wurde die bis dahin selbständige Gemeinde Mörslingen eingegliedert.

## Geschichte
Die ältesten Bodenfunde auf der Gemarkung Oberfinningen stammen aus der Jungsteinzeit. Ein römischer Gutshof (villa rustica) liegt in der Flur „Staudenbühl“.
Bereits 1175 wird im Urbar des Klosters von St. Ulrich und Afra in Augsburg Besitz in Oberfinningen genannt. Die Niedergerichtsbarkeit im Ort übte die Herrschaft Unterfinningen aus. Die Niedergerichtsbarkeit ging um 1417/39 an das Kloster über. Die Oberfinninger Besitzungen von St. Ulrich und Afra, mit sieben Höfen und 24 Sölden im Jahr 1560, gehörte bis zur Säkularisation im Jahr 1803 zur Hofmark Unterfinningen. Der Rest der Besitzungen in Oberfinningen gehörte sechs weiteren Grundherren, wie z. B. Pfalz-Neuburg.

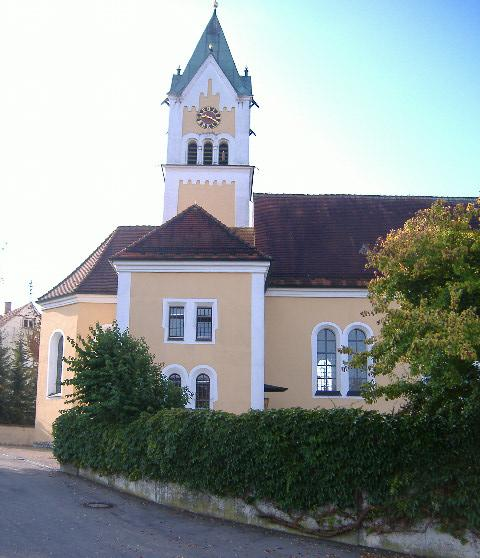
Pfarrkirche St. Johannes in Oberfinningen

### Religionen
Oberfinningen ist Sitz einer alten Pfarrei. Im Zuge der Reformation wurde im Jahr 1543 die Pfarrei Oberfinningen mit der von Unterfinningen zusammengelegt. Nach der Rekatholisierung im Jahr 1616 blieb es bei diesem Zusammenschluss.
Die heutige Pfarrkirche St. Johannes wurde 1861 bis 1863 im neuromanischen Stil an der Stelle eines Vorgängerbaus errichtet. An der Gemarkungsgrenze zu Unterfinningen befindet sich die 1894 bis 1898 erbaute Lourdeskapelle.

### Bevölkerungsentwicklung
- 1840: 378 Einwohner
- 1939: 327 Einwohner
- 1950: 457 Einwohner
- 1961: 346 Einwohner[2]
- 1970: 346 Einwohner[2]

## Bodendenkmäler
Siehe: Liste der Bodendenkmäler in Finningen